# Dones a Tonga
Com a dones residents a Tonga, les dones de Tonga van ser descrites al Los Angeles Times el 2000 com a membres de la societat tongalesa que tradicionalment tenen una «posició elevada en la societat tongalesa» a causa de la base parcialment matriarcal del país, però «no poden tenir la terra», són «subserventes» dels seus marits en termes d' «afers domèstics», i «per costum i llei, han de vestir-se modestament, normalment amb vestits a l'estil Mare Hubbard, amb la falda més baixa del genoll».
A partir del «tracte superficial» de Susan Spano de la revista The Times Travel Writer amb les dones de Tonga el 2000, va comprovar que les dones de Tongan eren una «mica reservades», mentre que Patricia Ledyard, antiga directora d'una escola missionera per a noies a Tonga, va confirmar que aquesta «al·lusió» de les dones tongaleses es devia al «sistema de classes rígid» del país i als «esforços del país per mantenir la seva identitat cultural».
Hi ha presència de dones tongaleses que són professionals que ocupen llocs de treball, com a agents de viatges, com a venedors que venen una «cornucòpia exòtica d'arrels comestibles i fruites tropicals», i com a teixidores de cistelles.

## El seu paper a la societat
Les dones tradicionals tongales realitzen activitats com cuinar, cosir, teixir i feines de caràcter emprenedor.

## Posició tradicional a la societat
LA Times va descriure a més que les dones tongaleses tenen una mehekitanga (tia) o fahu (tia anciana), dones majors que compartien amb un germà l'autoritat i el poder sobre un grup familiar. La mehekitanga té una posició especial durant casaments, funerals i festes d'aniversari. En aquestes ocasions especials, la mehekitanga sol estar asseguda al davant. Abans de casar-se, calia demanar permís a la mehekitanga.

## Estil de vida
Entre 1806 i 1810, l'escriptor i mariner anglès William Mariner va descriure les dones tongaleses en el seu llibre titulat Illes Tonga com a liberals, però que en casar-se vivien com a dones fidels; com a dones solteres, les dones tongaleses poden tenir amants; les dones tongaleses poden divorciar-se dels seus marits i es podien tornar a casar «sense ser menyspredes».
A l'arribada del cristianisme i a la eventual conversió de la majoria de dones tongaleses, les membres femenines de la societat tongalesa van ser descrites com «profundament religioses» i «noies respectables» que mai caminaven soles amb els nois tongalesos. La pràctica del canibalisme també va desaparèixer. Pel que fa al concurs de bellesa Miss Tonga, el concurs anual no inclou en cap part del programa desfilar amb banyador.

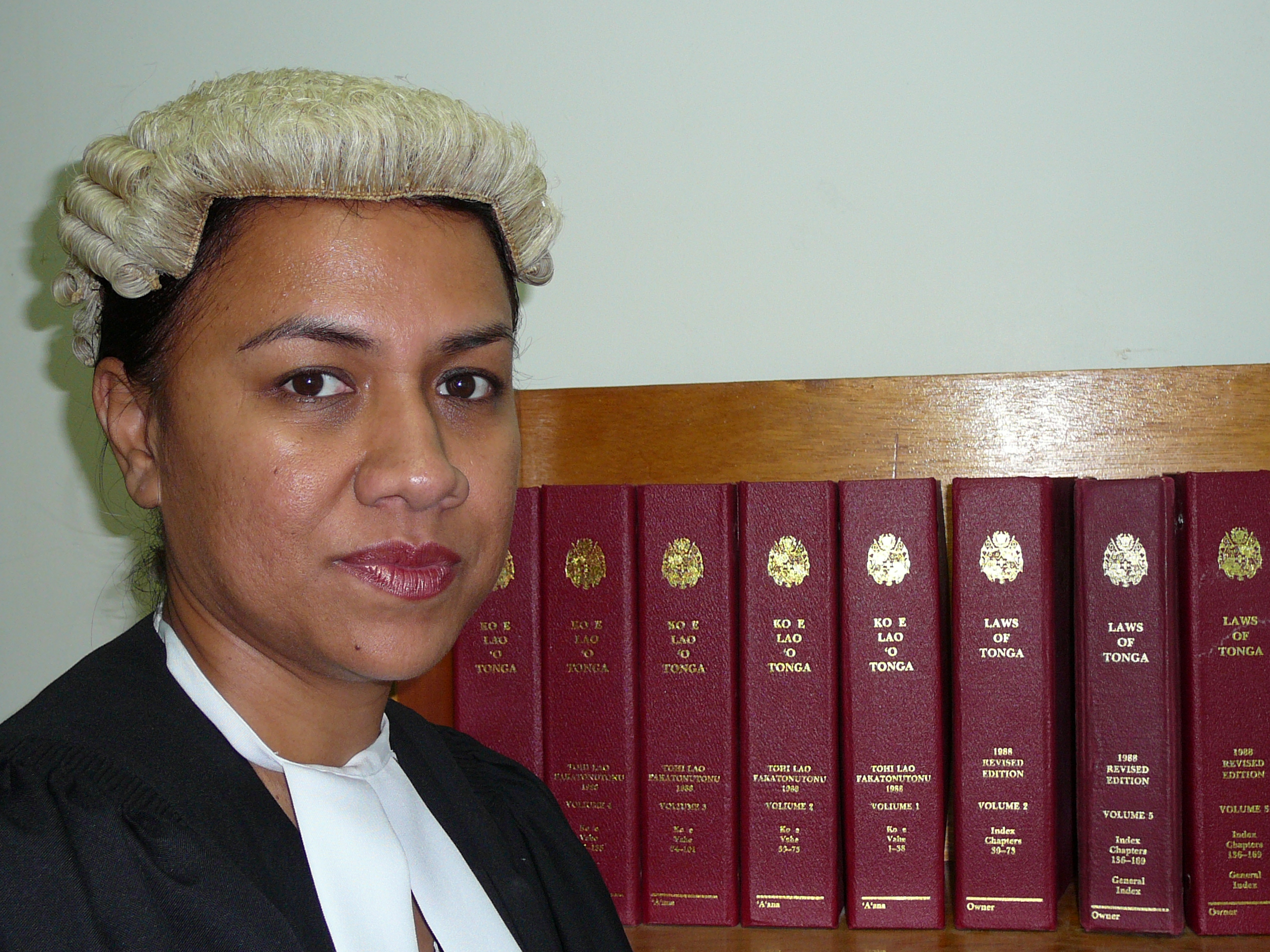
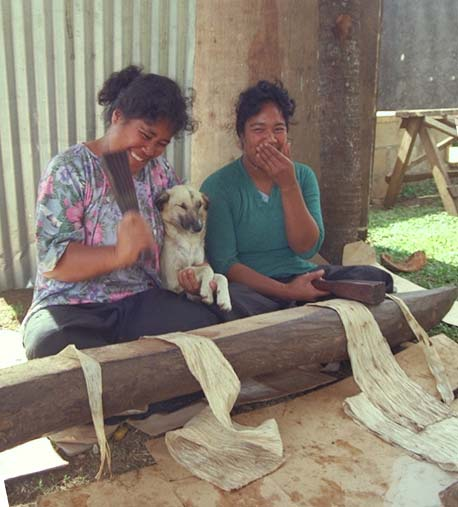
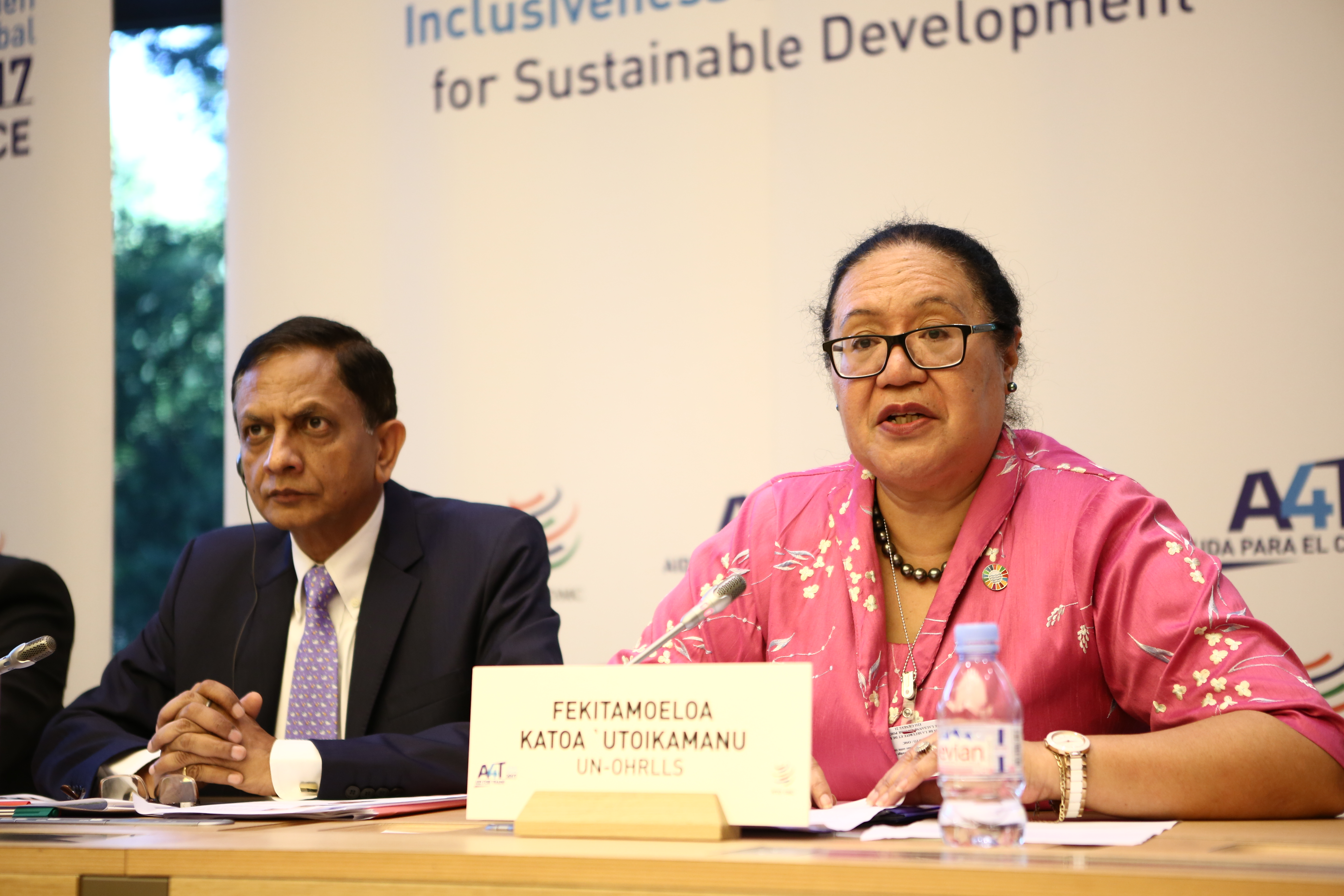
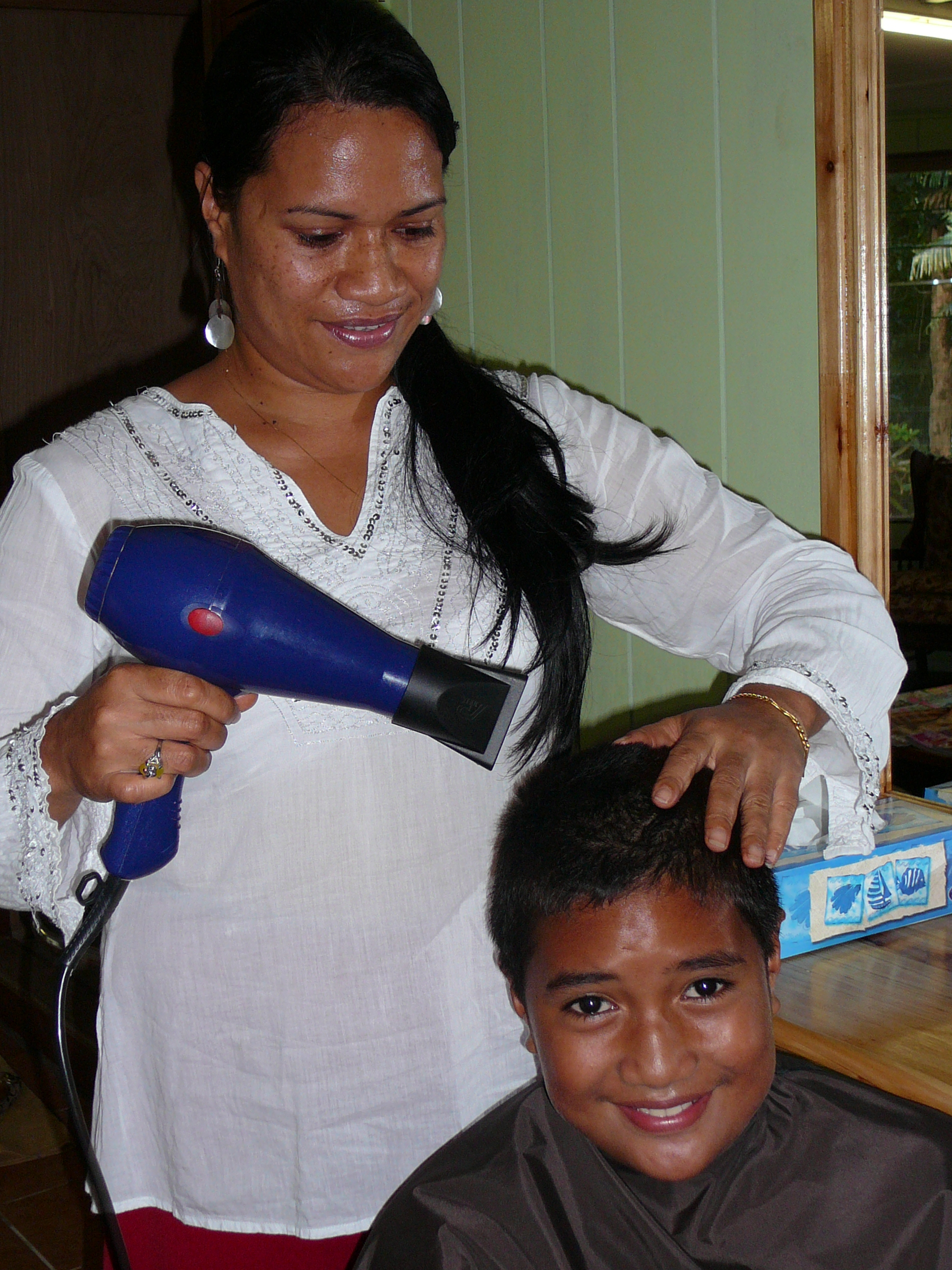

En general, les tongaleses modernes treballen fora de casa. No estan obligades a realitzar treballs manuals.

## Educació
Durant el seu regnat des de 1918 fins a 1965, la reina Sālote Tupou III va ajudar a proporcionar educació a les dones. Les dones actuals de Tonga poden anar a països estrangers per completar la seva formació universitària.

## Línia reial
LA Times va mencionar que la línia reial de Tonga és matrilineal.

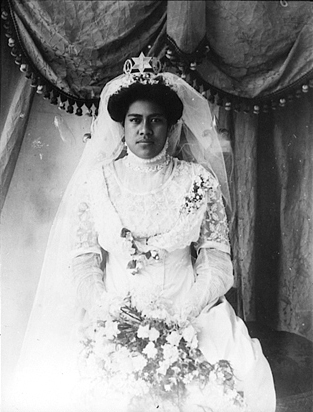
Reina ʻAnaseini Takipō
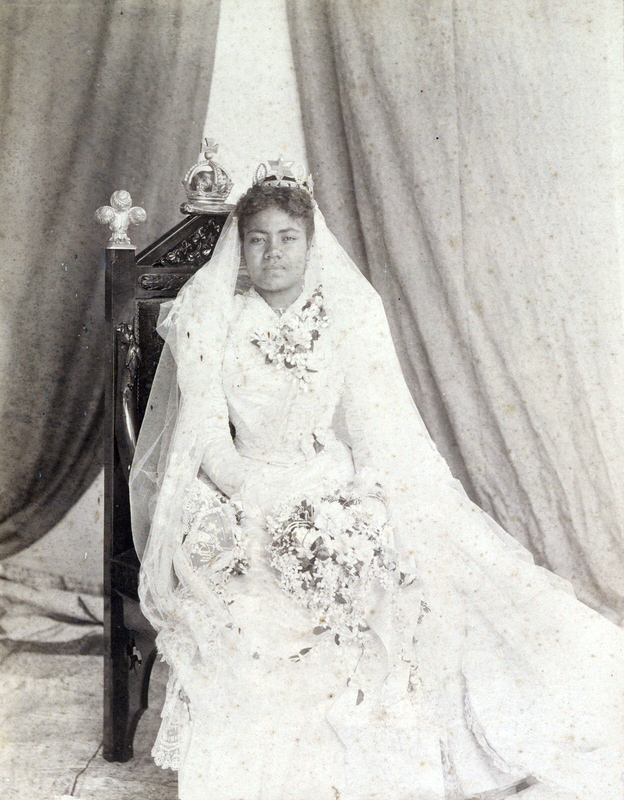
Reina Lavinia Veiongo
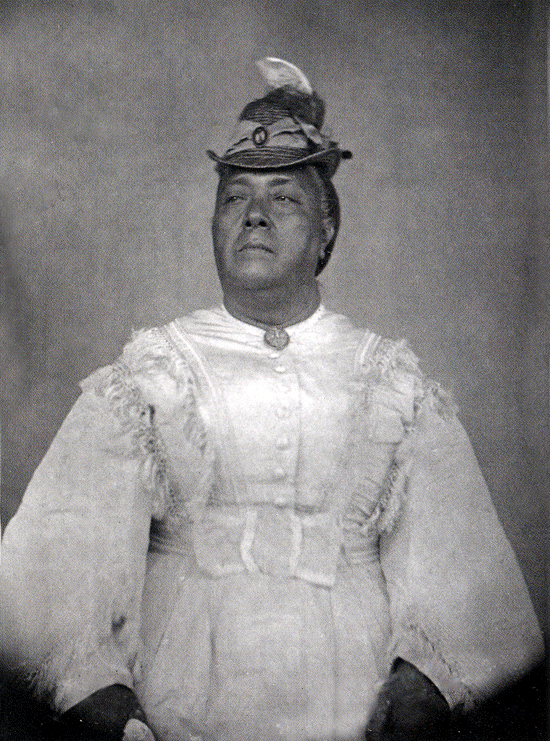
Reina Sālote Lupepauʻu
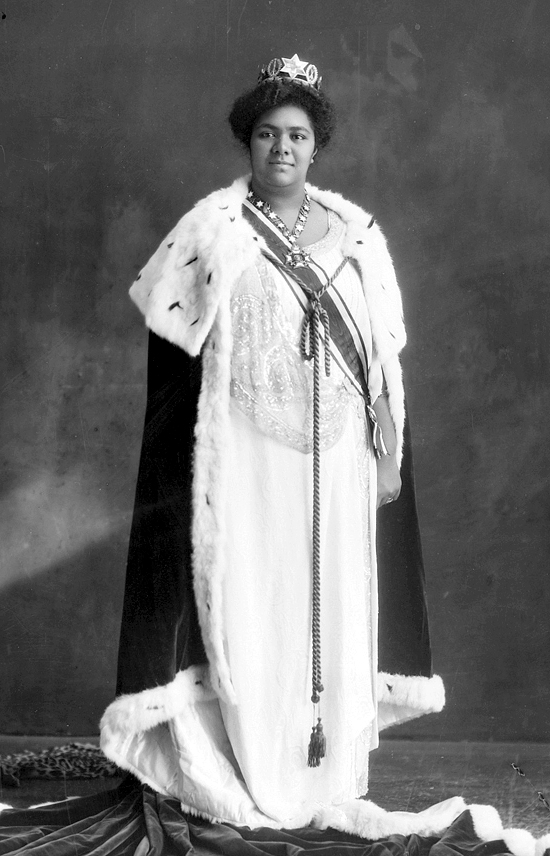
Reina Sālote Tupou III

## Roba tradicional
A la dècada del 1800, abans de l'arribada de missioners metodistes, les tongaleses anaven en topless.

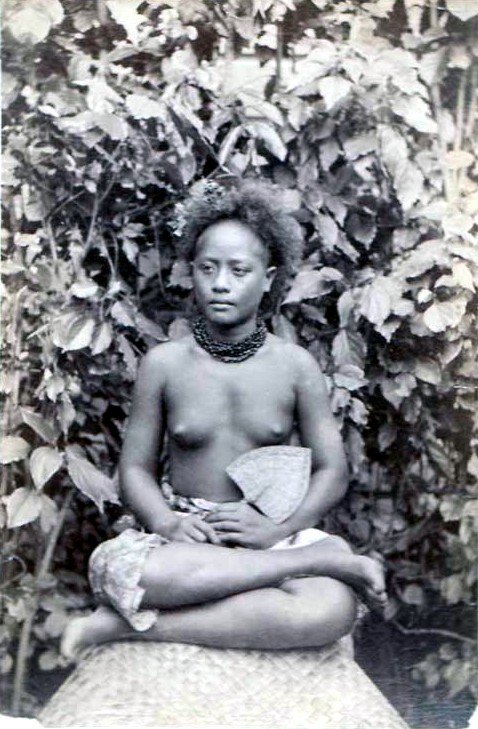
Jove tongalesa, c. 1885
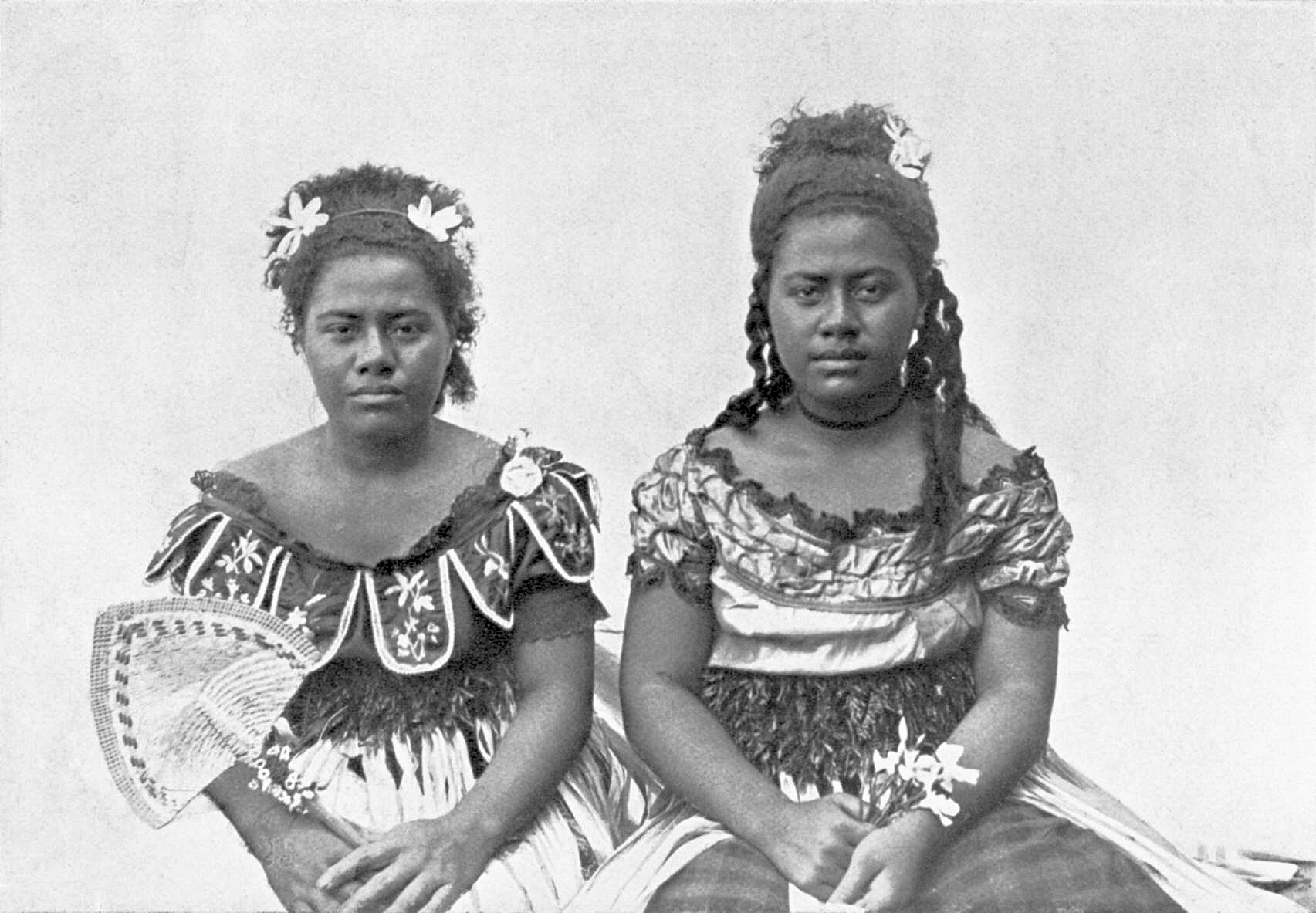
Dues tongaleses, 1925

## Tongaleses destacades
- ʻAkosita Lavulavu
- ʻAmelia Afuhaʻamango Tuʻipulotu
- ʻAna Poʻuhila
- ʻAna Taufeʻulungaki
- ʻAnaseini Takipō
- ʻAta Maama Tuutafaiva
- ʻElisiva Fusipala Taukiʻonetuku
- ʻOfa Likiliki
- Alisi Afeaki Taumoepeau
- Ana Kata Nau
- Ana Siulolo Liku
- Elizabeth Wood-Ellem
- Fekitamoeloa ʻUtoikamanu
- Halaevalu Mataʻaho ʻAhomeʻe
- Irene Prescott
- Konai Helu Thaman
- Lātūfuipeka Tukuʻaho
- Lavinia Veiongo
- Losaline Ma'asi
- Lusitania Tatafu
- Mele Siuʻilikutapu
- Nanasipauʻu Tukuʻaho
- Noelani Day
- Papiloa Foliaki
- Sālote Lupepauʻu
- Salote Mafileʻo Pilolevu Tuita
- Sālote Tupou III
- Seu'ula Johansson-Fua
- Sinaitakala Fakafanua
- Siololovau Ikavuka
- Taina Halasima
- Tuputupu Vaea
- Vanessa Heleta